# 梅谷站 (日本)
梅谷站（日语：／ Umegadani eki */?）是位於三重縣度會郡大紀町大內山，東海旅客鐵道（JR東海）的紀勢本線車站。

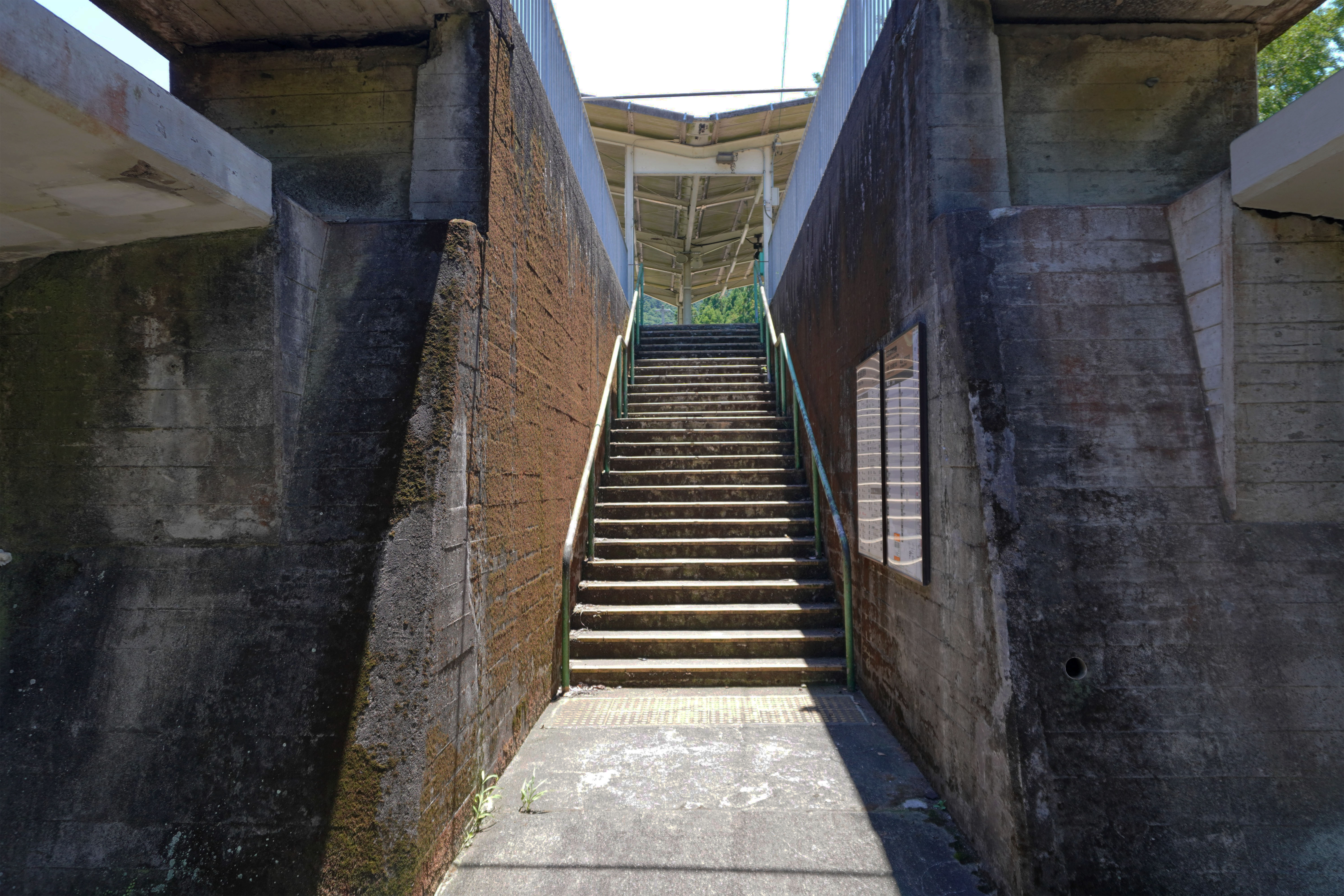
月台入口（2023年7月）

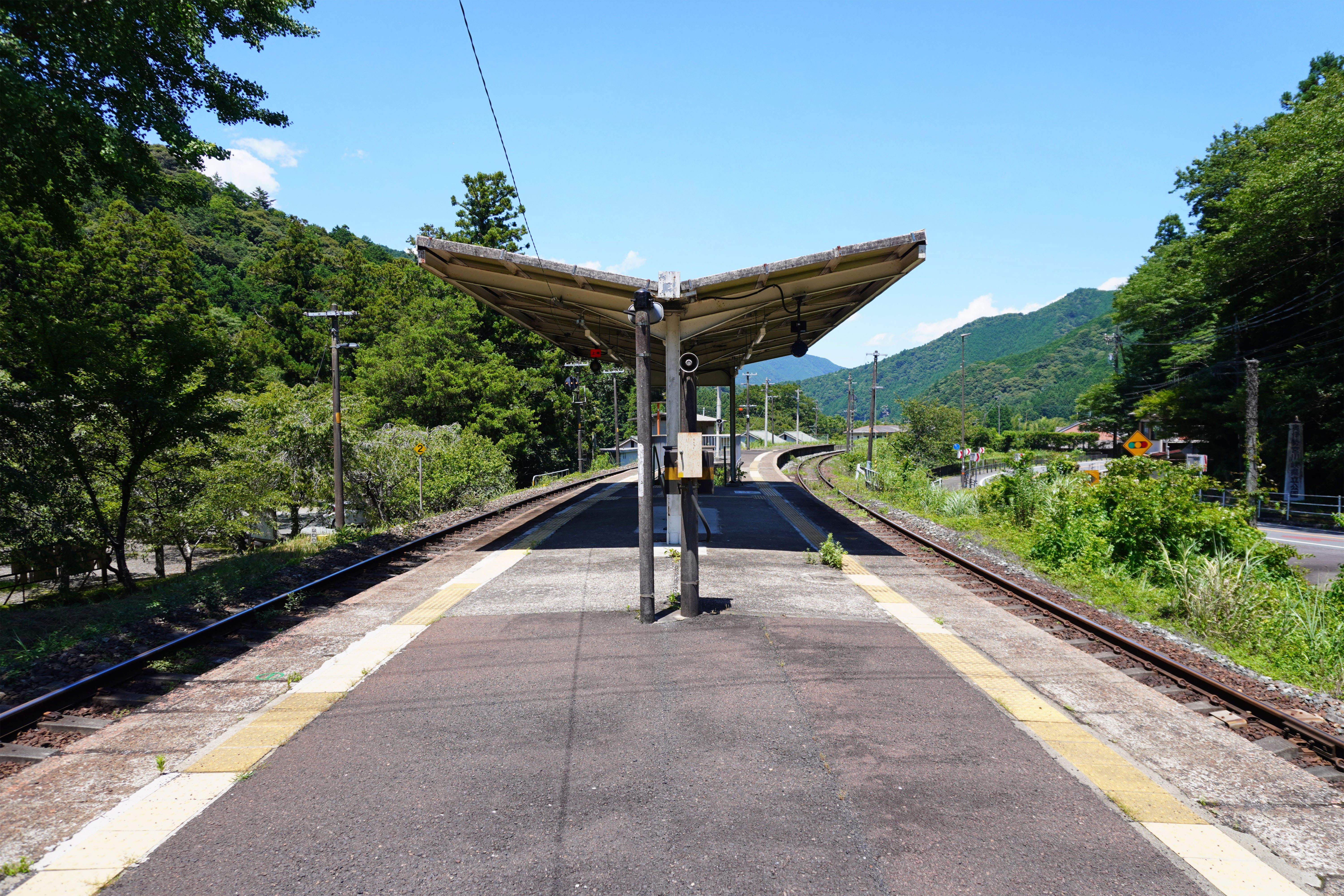
月台（2023年7月）

## 歷史
在1965年（昭和40年）3月1日，來往天王寺至名古屋之間，途經國鐵阪和線、紀勢本線和關西本線的特急「黑潮」開始運行。在此之前，在天王寺鐵道管理局紀勢本線中，在建成此車站前，為兩站（大內山至紀伊長島）之間距離最長的路段。因設立特急列車而需要在中間建造列車交會處，而該交會處為現時梅谷站所有地，當時只是一個信號站（梅谷信號站）。後來，由於大內山村（現時為大紀町的一部分）請願希望除大內山站以外加設車站，因此在此信號站加設月台，升級為旅客車站。
車站西邊的公園建立了車站啟用的記念石碑，碑上文字由齋藤昇書寫。

### 年表
- 1965年（昭和40年）2月27日：梅谷信號站啟用。
- 1965年（昭和40年）11月1日：升級至旅客車站，名為梅谷站。只設列車職員在列車到站時管理車站。
- 1983年（昭和58年）12月21日：成為無人車站[3]。
- 1987年（昭和62年）4月1日：伴隨國鐵分割民營化，車站由東海旅客鐵道（JR東海）營運。

## 車站構造
車站設有1面2線的島式月台，可進行列車交會的地面車站。月台處於較高的位置，西邊為1號月台，東邊為2號月台。車站出入口於中間樓梯，出入口連接道路，在路軌下面越過。車站由紀伊長島站管理的無人車站。車站往紀伊長島方向可見荷坂隧道路牌。

### 月台
| 月台 | 路線      | 上下行 | 方向             |
| ---- | --------- | ------ | ---------------- |
| 1    | ■紀勢本線 | 上行   | 松阪、名古屋方向 |
| 2    | ■紀勢本線 | 下行   | 尾鷲、新宮方向   |

## 使用狀況
根據「三重縣統計書」，以下列出近年1日平均乘車人次。
| 年度   | 一日平均 乘車人次 |
| ------ | ----------------- |
| 1998年 | 27                |
| 1999年 | 34                |
| 2000年 | 28                |
| 2001年 | 29                |
| 2002年 | 26                |
| 2003年 | 27                |
| 2004年 | 28                |
| 2005年 | 22                |
| 2006年 | 18                |
| 2007年 | 21                |
| 2008年 | 20                |
| 2009年 | 25                |
| 2010年 | 27                |
| 2011年 | 26                |
| 2012年 | 20                |
| 2013年 | 20                |
| 2014年 | 21                |
| 2015年 | 18                |
| 2016年 | 18                |
| 2017年 | 15                |

## 車站周邊
車站南邊為荷坂峠。紀勢本線在此站至紀伊長島站之間透過隧道越過荷坂峠，跨越伊勢國與紀伊國。車站東邊設有國道42號，沿此國道設有零散的村落。車站西邊設有八柱神社和公園，公園內設有公眾廁所。車站北邊在梅谷路口，國道與三重縣道758號檜原大內山線的分支點。
此車站附近設有熊野古道伊勢路荷坂峠與髮夾峠（日语：ツヅラト峠）路線的登山口。部分下行特急「南紀」會臨時停此站，分便登山人士。在同一登山路線中，在此站出發比紀伊長島站較方便。

## 相鄰車站
東海旅客鐵道（JR東海）
紀勢本線
大內山－梅谷－紀伊長島

## 注腳